# Gunung Tumpeng (Suruh)
Gunung Tumpeng is een bestuurslaag in het regentschap Semarang van de provincie Midden-Java, Indonesië. Gunung Tumpeng telt 2457 inwoners (volkstelling 2010).